# Џет блу
Џет блу (енгл. JetBlue, стлизовано jetBlue) је главна авио-компанија у Сједињеним Државама са седиштем у Лонг Ајленду Ситију. Такође одржава корпоративне канцеларије у Јути и Флориди.
Џет блу обавља преко 1.000 летова дневно и опслужује 100 домаћих и међународних дестинација у Северној и Јужној Америци, као и у Европи. Авио-компанија послује из шест чворишта, а њен примарни је међународни аеродром Џон Ф. Кенеди у Њујорку. Иако авио-компанија није члан три главна савеза авио-компанија, Џет блу има код-шер уговоре са авио-компанијама чланицама Oneworld, SkyTeam и Star Alliance.

## Флота

### Тренутна флота
Закључно са јануаром 2025. Џет блу управља следећим авионима:
| Авион           | У служби | Наруџбина | Путници | Путници | Путници | Путници | Путници | Напомене |
| Авион           | У служби | Наруџбина | J       | Y+      | Y       | Total   | Refs    | Напомене |
| --------------- | -------- | --------- | ------- | ------- | ------- | ------- | ------- | --- |
| Airbus A220-300 | 43       | 57        | —       | 25      | 115     | 140     | [ 5 ]   | Replacing all Embraer E190s. Some aircraft parked due to PW1500G engine issues.                                                      |
| Airbus A320-200 | 11       | —         | —       | 42      | 108     | 150     | [ 8 ]   | Older aircraft planned to be purchased off lease and retrofitted.                                                                    |
| Airbus A320-200 | 119      | —         | —       | 42      | 120     | 162     | [ 10 ]  | |
| Airbus A321-200 | 35       | —         | 16      | 41      | 102     | 159     | [ 11 ]  | |
| Airbus A321-200 | 28       | —         | —       | 42      | 158     | 200     | [ 12 ]  | |
| Airbus A321neo  | 10       | 33        | 16      | 42      | 102     | 160     | [ 13 ]  | |
| Airbus A321neo  | 16       | —         | —       | 42      | 158     | 200     | [ 14 ]  | Some aircraft parked due to PW1100G engine issues.                                                                                   |
| Airbus A321LR   | 11       | 2         | 24      | 24      | 90      | 138     | [ 16 ]  | |
| Airbus A321XLR  | —        | 13        | 24      | 24      | 90      | 138     | [ 18 ]  | Deliveries starting in 2030. |
| Embraer E190    | 17       | —         | —       | 16      | 84      | 100     | [ 20 ]  | Launch customer. To be retired and replaced by Airbus A220-300 by 2026. 21 additional aircraft are permanently parked or leased out. |
| Total           | 290      | 105       |         |         |         |         |         | |

- Airbus A220-300
- Airbus A320
- Airbus A321
- Airbus A321neo
- Embraer E190

## Дестинације
Закључно са јануаром 2024. Џет блу лети до 104 дестинације у Америци, од којих већина у Сједињеним Државама и на Карибима, мањи избор дестинација у деловима Централне и Јужне Америке и четири дестинације у Европи.

### Код-шер сарадње
Џет блу је склопио низ уговора о код-шеру са другим авио-компанијама, што значи да авио-компаније пристају да деле одређене летове, које обе авиокомпаније продају и објављују у сопственим редовима летова под одговарајућим ознакама авио-компанија и бројевима летова.

Џет блу дели кодове са следећим авио-компанијама:
- Aer Lingus
- Air Serbia
- Azul Brazilian Airlines
- British Airways[25]
- Cape Air
- El Al
- Etihad Airways[26]
- JSX[27]
- Hawaiian Airlines
- Icelandair
- LOT Polish Airlines[28]
- Porter Airlines
- Qatar Airways[29]
- Royal Air Maroc
- Seaborne Airlines
- Silver Airways
- Singapore Airlines
- South African Airways
- Turkish Airlines[30]